# サハ共和国の行政区画
サハ共和国の行政区画（サハきょうわこくのぎょうせいくかく）では、ロシア連邦、サハ共和国の行政区画について記述する。
サハ共和国は34の地区（ラヨン、ulus）、13の市/町、45の都市型集落、364の農村 (naslegs) からなる。

## 行政区画
- 町 (サハ共和国の管轄下):
  - ヤクーツク (Якутск) (首都)
    - 都市型集落 (ヤクーツクの管轄下):
      - ジャタイ (Жатай)

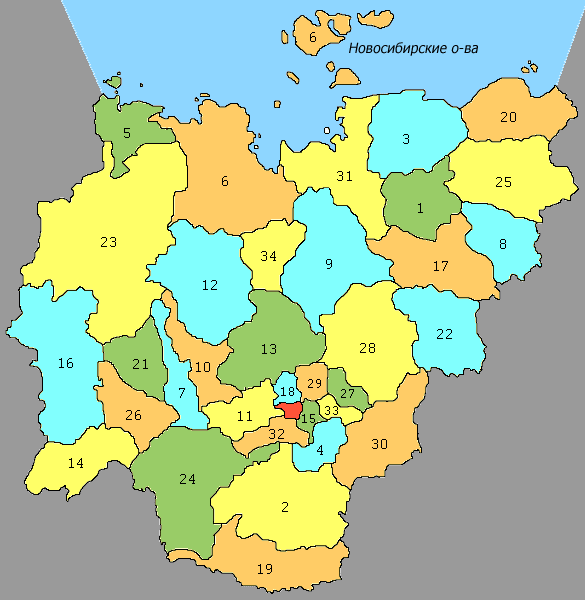
サハ共和国の行政区画
1. アビー地区
2. アルダン地区
3. アライホフ地区
4. アムガ地区
5. アナバル地区
6. ブルン地区
7. ヴェルフネヴィリュイスク地区
8. ヴェルフネコルィムスク地区
9. ヴェルホヤンスク地区
10. ヴィリュイスク地区
11. ゴルナイ地区
12. ジガンスク地区
13. コビャイ地区
14. レンスク地区
15. メギノ・カンガラス地区
16. ミールヌイ地区
17. モマ地区
18. ナムツィ地区
19. ネリュングリ地区
20. ニジュネコルィムスク地区
21. ニュルバ地区
22. オイミャコン地区
23. オレニョーク地区
24. オリョークミンスク地区
25. スレドネコルィムスク地区
26. スンタル地区
27. タッタ地区
28. トンポ地区
29. ウスチ・アルダン地区
30. ウスチ＝マヤ地区
31. ウスチ・ヤンスク地区
32. ハンガラス地区
33. チュラプチャ地区
34. エヴェノ＝ビタンタイ民族地区

    - その他、ヤクーツクの管轄下に4の農村（nasleg）。

  - ミールヌイ (Мирный)
  - ネリュングリ (Нерюнгри)
    - 都市型集落 (ネリュングリの管轄下):
      - ベルカキト (Беркакит)
      - チュリマン (Чульман)
      - ハニ (Хани)
      - ナゴルニ (Нагорный)
      - セレブリャヌイ・ボル (Серебряный Бор)
      - ゾロチンカ (Золотинка)

    - その他、ネリュングリの管轄下に1の農村（nasleg）。

  - ニュルバ (Нюрба)
  - ポクロフスク (Покровск)
- 地区（ラヨン、ulus）:
  - アビー地区 (Абыйский)
  - アルダン地区 (Алданский)
  - アッライホフ地区 (Аллаиховский)
  - アムガ地区 (Амгинский)
  - アナバル地区 (Анабарский)
  - ブルン地区 (Булунский)
  - チュラプチャ地区 (Чурапчинский)
  - エヴェノ＝ビタンタイ民族地区 (Эвено-Бытантайский Национальный)
  - ゴールヌイ地区 (Горный)
  - ハンガラス地区 (Хангаласский)
  - コビャイ地区 (Кобяйский)
  - レンスク地区 (Ленский)
  - メギノ・カンガラス地区 (Мегино-Кангаласский)
  - ミールヌイ地区 (Мирнинский)
  - モマ地区 (Момский)
  - ナムツィ地区 (Намский)
  - ネリュングリ地区（Нерюнгринский）
  - ニジュネコルィムスク地区 (Нижнеколымский)
  - ニュルバ地区 (Нюрбинский)
  - オリョークミンスク地区 (Олёкминский)
  - オレニョーク地区 (Оленёкский)
  - オイミャコン地区 (Оймяконский)
  - スレドネコルィムスク地区 (Среднеколымский)
  - スンタル地区 (Сунтарский)
  - タッタ地区 (Таттинский)
  - トンポ地区 (Томпонский)
  - ウスチ・アルダン地区 (Усть-Алданский)
  - ウスチ＝マヤ地区 (Усть-Майский)
  - ウスチ・ヤンスク地区 (Усть-Янский)
  - ヴェルフネコルィムスク地区 (Верхнеколымский)
  - ヴェルフネヴィリュイスク地区 (Верхневилюйский)
  - ヴェルホヤンスク地区 (Верхоянский)
  - ヴィリュイスク地区 (Вилюйский)
  - ジガンスク地区 (Жиганский)